# Cellera d'Espirà de Conflent
La Cellera d'Espirà de Conflent és el recinte medieval d'estil romànic que envoltava el poble d'Espirà de Conflent, del terme comunal d'aquest nom, a la comarca del Conflent, de la Catalunya del Nord.
Envoltava la totalitat del petit poble la cellera primigènia formada per les cases agrupades entorn de l'església parroquial de Santa Maria d'Espirà de Conflent i del seu cementiri.

## Història

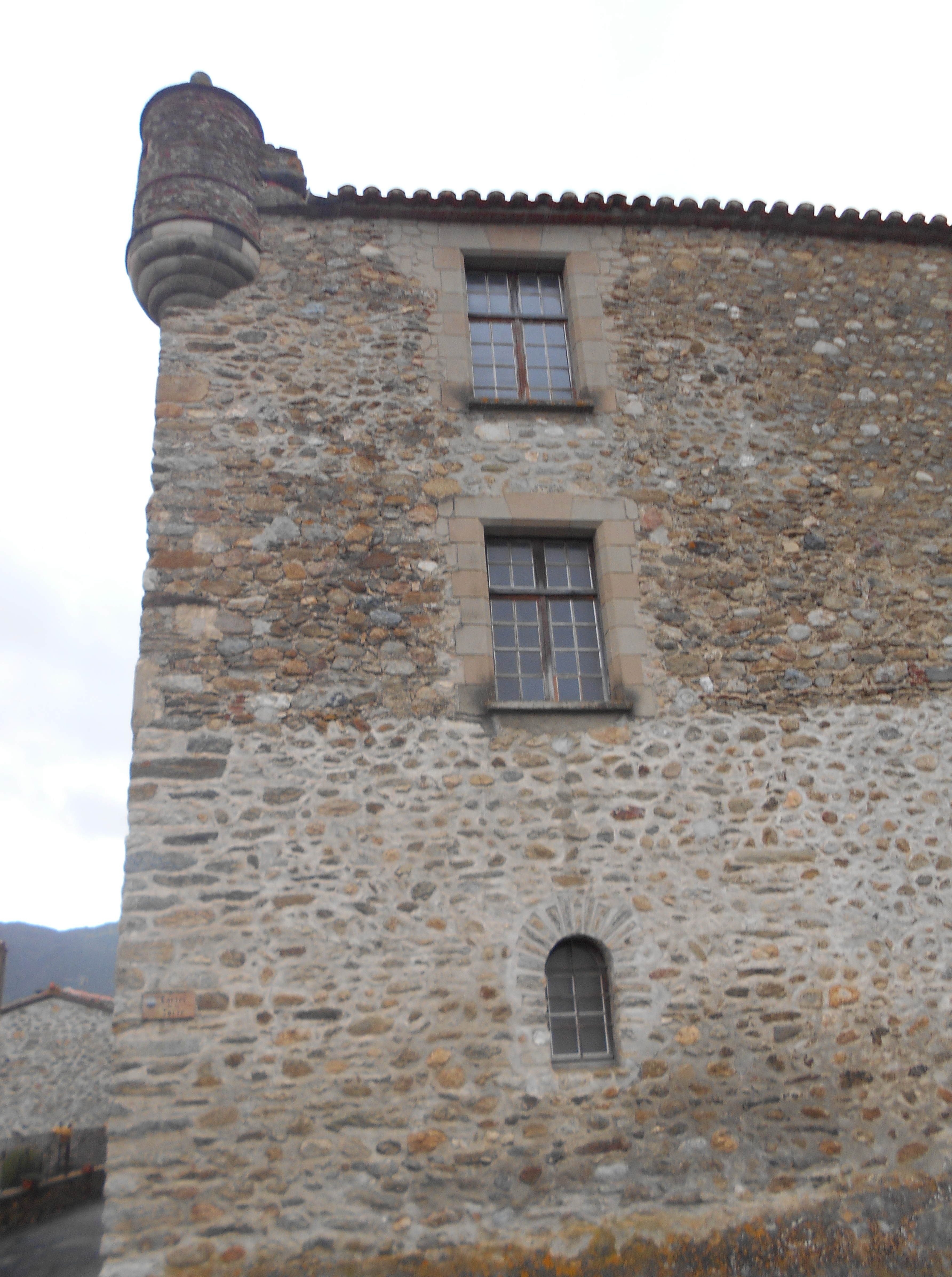
Casa que aprofita l'angle nord-est de les muralles de la cellera

Des del 979 està documentat el poble d'Espirà de Conflent, en una venda d'aquell any consta in valle Confluente, infra fines de villa Aspirano. L'any següent una altra venda torna a esmentar el lloc, i així en diversos documents següents. Consta que en aquest lloc, el monestir de Sant Genís de Fontanes hi posseïa propietats. Els vescomtes de Conflent n'anaren adquirint alous al llarg d'aquells anys, de manera que a poc a poc se'n van fer amos. El segle xii eren senyors d'Espirà els Urtx, una branca de la família vescomtal, i en una data indeterminada, la senyoria passà directament a la corona: el 1165 Alfons I de Catalunya-Aragó infeudà Espirà de l'Aglí a Pere de Domanova, que fou sota el domini de qui es creà el priorat de canonges augustinians de Santa Maria. La filla de Pere de Domanova, Cerdana, es casà amb Guillem de Canet i aportà en dot Espirà de l'Aglí a la casa de Canet. Dins de la primera meitat del segle xiii el lloc fou infeudat als d'Avinyó, fins que el 1300 Jaume II de Mallorca hi establí els Cadell de Puigcerdà, que en foren senyora fins al segle xviii. Poc abans de la Revolució Francesa en consta com a senyor el marquès d'Aguilar, Pere Francesc Ignasi de Bon.

## La cellera

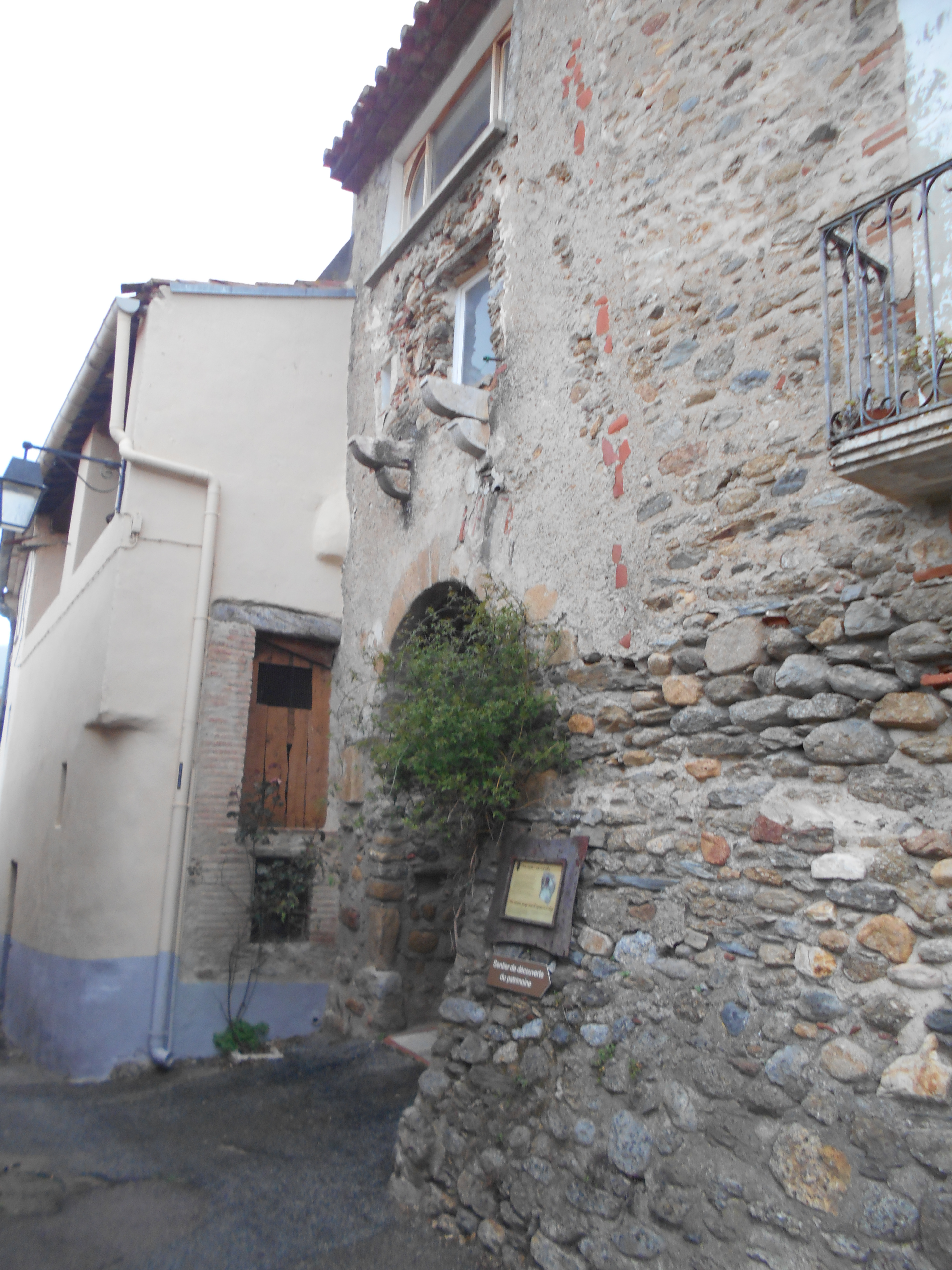
Portal i restes de la muralla

El recinte fortificat medieval de la cellera era delimitat al nord i a l'est per l'actual carrer de la Torre, al sud pel carrer de l'Església i a l'oest pel de la Font del Miracle. De les muralles que envoltaven aquest recinte, amb prou feines queda res més que el portal del costat de llevant i algun fragment aïllat; ara bé, les mateixes cases dels carrers esmentats ressegueixen amb precisió el traçat de la cellera. A l'interior de les cases que formen aquest recinte deuen quedar fragments de la muralla.
El cementiri era situat a l'angle sud-oest de l'església, en el lloc avui ocupat per unes cases en les obres de les quals van sortir, en els fonaments, restes d'enterraments. En un document del 1378, un vilatà d'Espirà de Conflent declara una casa intus muros de Aspirano, que toca cum cimiterio et cum muro dicti loci (dins dels murs d'Espìrà, que toca amb el cementiri i la muralla de dit lloc). Així mateix, en un capbreu fet fer pel prior de la canònica de l'any 1539 es pot llegir el text següent: una casa situada dins la forsa de dit lloch confrontant ab las casas de Scta Maria de dos parts y ab lo cimenteri de dita iglesia.